# Mury miejskie w Wilnie

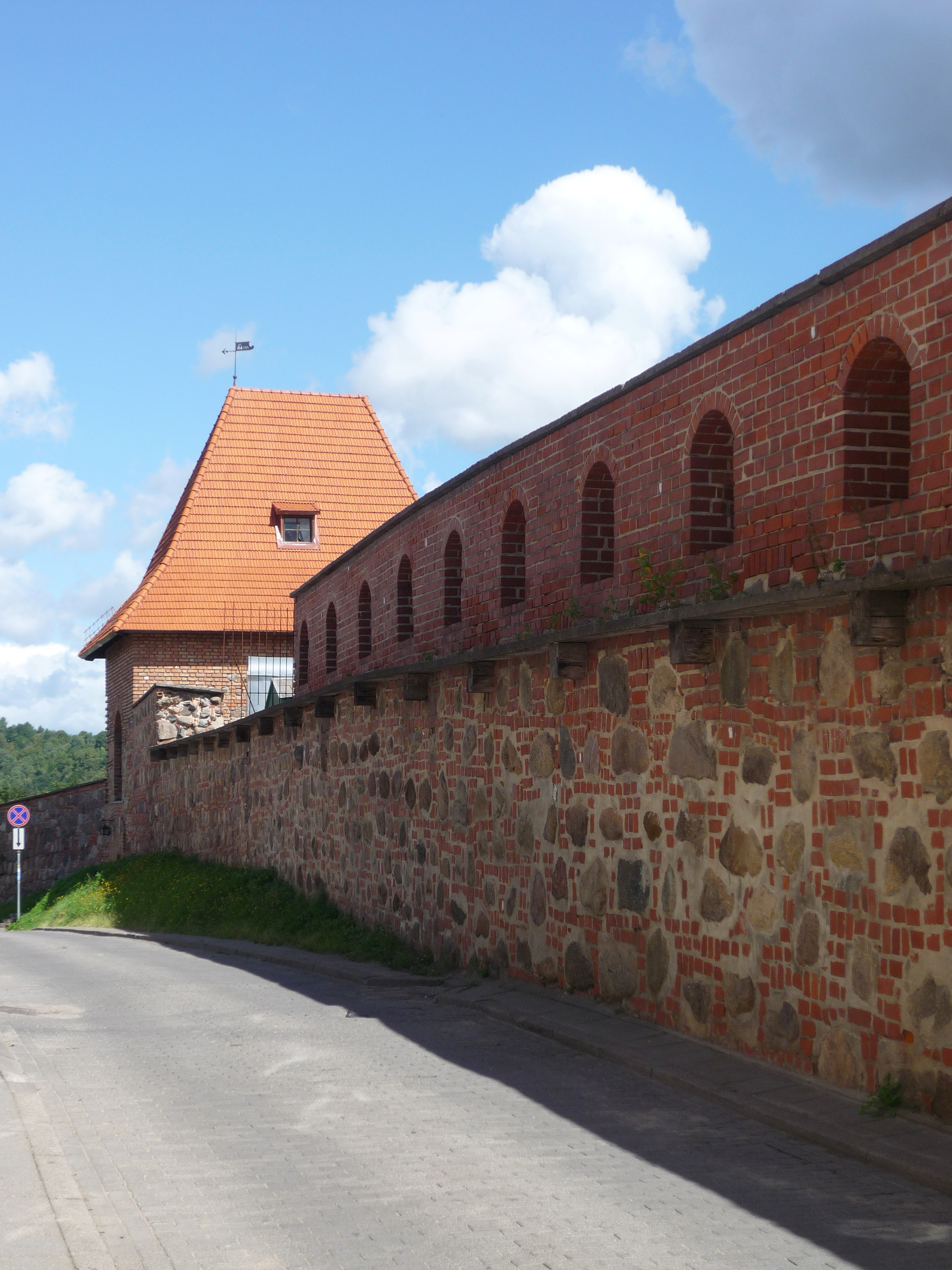

Mury miejskie w Wilnie – ciąg kamienno-murowanych umocnień obronnych wraz ze zintegrowanymi budowlami (m.in. bramami i basztami), otaczający niegdyś obszar całego Wilna. Został wzniesiony najprawdopodobniej w latach 1503–1522 z inicjatywy samorządu miejskiego. Łączna długość konstrukcji wynosiła ok. 2,5–2,9 km; znajdowało się w niej 9 bram, większość o charakterze obronnym. W XVI i XVII wieku niektóre odcinki murów i niektóre baszty uległy przebudowie. Do likwidacji fortyfikacji przystąpiła rosyjska administracja gubernialna pod koniec XVIII wieku; podjęty chętnie przez władze miejskie proces zakończył się w roku 1805. Obecnie zachowana jest jedna brama obronna oraz kilka kilkusetmetrowych odcinków murów. Najbardziej eksponowanym fragmentem konstrukcji jest częściowo odbudowany kompleks obronny na ulicy Bakszta, gdzie mieści się muzeum fortyfikacji miejskich.

## Antecedencje

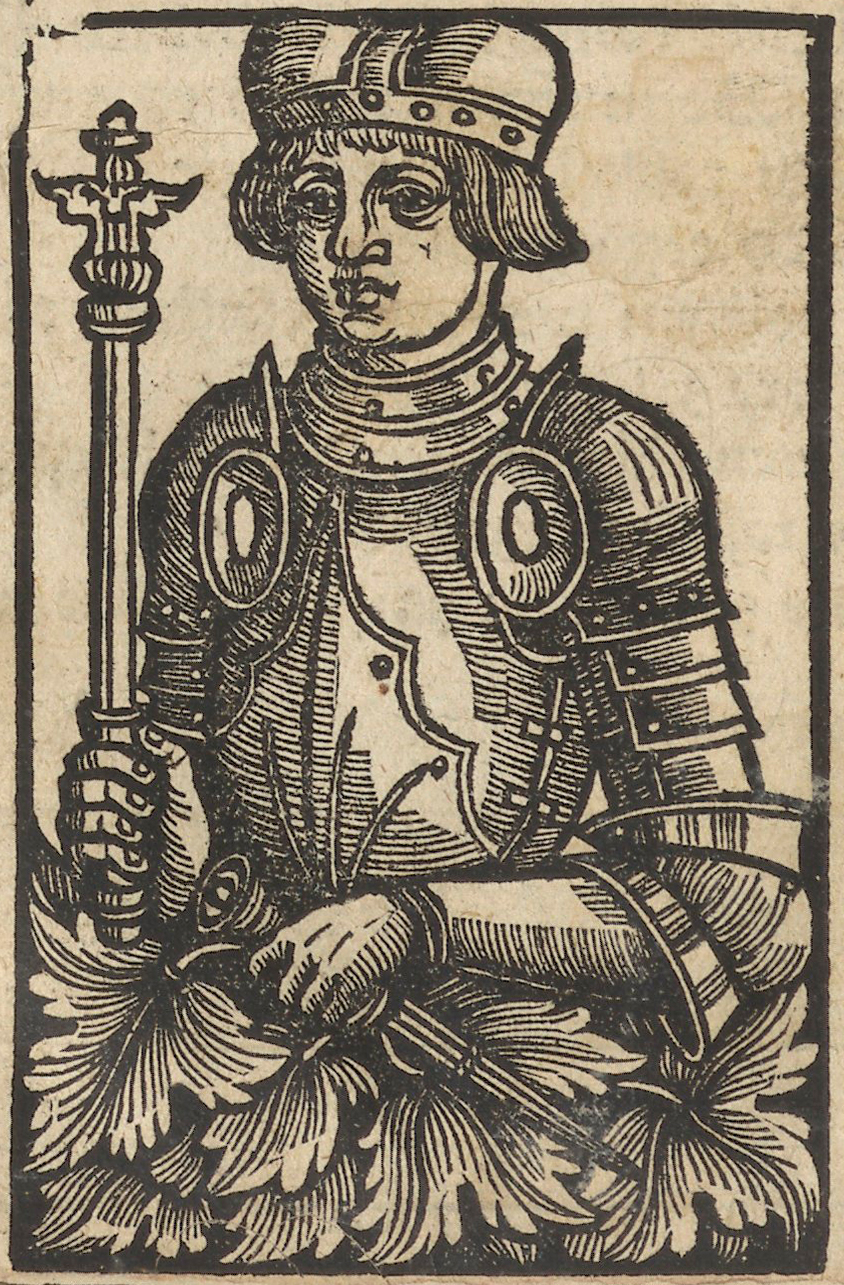
w. ks. Giedymin

Do późnego średniowiecza jedynie kilka obiektów u zbiegu Wilii i Wilejki miało charakter obronny: Krzywy Gród, Zamek Górny i Zamek Dolny. Wokół nich rozciągała się najprawdopodobniej luźna drewniana zabudowa. Początkowo historycy sądzili, że do czasów nowożytnych osiedle było pozbawione jakichkolwiek fortyfikacji, ale obecnie uważa się, że już w XIV w. powstały obwałowania o charakterze ziemno-drewnianym. Takie Wilno było trzykrotnie niszczone podczas oblężeń krzyżackich i litewskiej wojny domowej w drugiej połowie XIV wieku, ostatni raz przez wojska zakonne w roku 1390, 3 lata po lokacji miasta na prawie magdeburskim.
W wieku XV, zwłaszcza w czasie rządów wielkiego księcia Giedymina, nastąpiła stabilizacja władzy i Wilno rozwijało się bezpiecznie. W ciągu ponad stu lat od ostatniego spalenia miejscowości straciła ona charakter niewielkiego podgrodzia, a nabrała cech miejskich. Pojawiły się pierwsze murowane budynki, głównie kościoły i klasztory, ale także ratusz miejski i być może inne budynki świeckie. Powstała ok. połowy XV w. rada miejska Wilna pod koniec stulecia zyskała znaczenie polityczne jako reprezentacja mieszczaństwa. Sytuacja miasta zaczęła zmieniać się na przełomie XV i XVI wieku z powodu najazdów zagonów tatarskich. Ponieważ zapędzały się one aż w rejon Słucka, ok. 120 km Góry Zamkowej, mieszczanie wileńscy poczuli się zagrożeni.

## Budowa murów

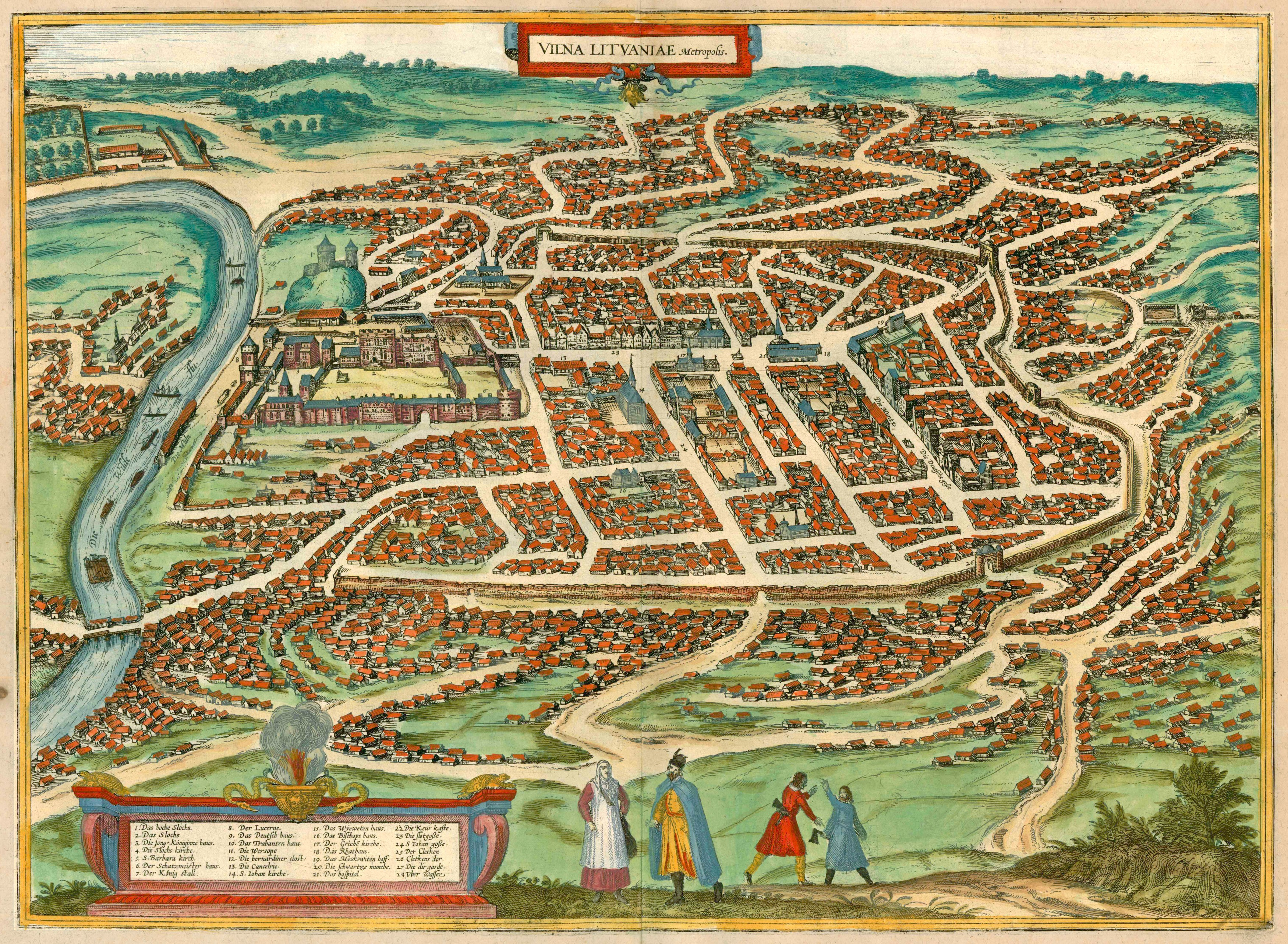
mury na planie z końca XVI w.

W roku 1503 wileńscy mieszczanie zwrócili się do wielkiego księcia Aleksandra z prośbą zwolnienie z udziału w planowanej wyprawie przeciw Tatarom w zamian za wybudowanie murów obronnych wokół miasta. Aleksander przychylił się do tej prośby i w specjalnym przywileju nakazał wojewodzie wileńskiemu Mikołajowi Radziwiłłowi Czarnemu wytyczenie murów; dokument wspominał też o budowie 5 bram. Oprócz Michaela Enkingera nieznane są nazwiska innych architektów, którzy zaprojektowali umocnienia; nieznana jest też chronologia prac.
Mury wzniesino „civitatem nostram sumptibus propriis”, czyli najprawdopodobniej ciężar sfinansowania konstrukcji spadł na radę miejską i struktury radzieckie. W roku 1522 wielki książę Zygmunt I zwolnił mieszczan z obowiązku odbywania straży na zamku pod warunkiem, że zawsze 24 z nich będzie pełnić służbę na murach „ad instar civitatis nostrae cracoviensis”, na sposób krakowski. W związku z tym historycy przyjmują, że obwarowania wzniesiono między rokiem 1503 a 1522.

## Początkowy charakter murów

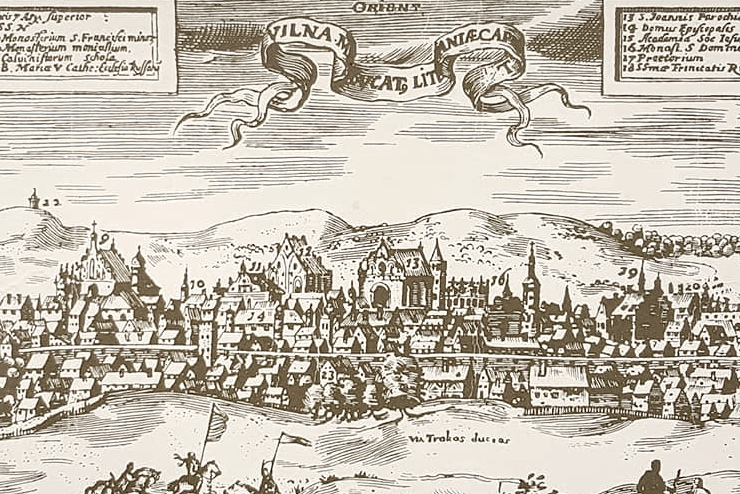
Wilno i mury, ryc. z pocz. XVII w.

Mury nie tworzyły pełnego obwodu: teren wzdłuż brzegów Wilejki przy kościele Bernardynów do rejonu obecnego Placu Katedralnego nie był nimi objęty. W obrębie murów nie znalazła się też całość zabudowań miejskich; z kronik wynika, że poza nimi pozostała część miasta, tworząca odtąd jego przedmieścia. Mury generalnie były zbudowane w dolnej części z kamienia, a w górnej z cegły, choć trafiały się też odcinki o konstrukcji mieszanej; ich wysokość wahała się od 6 do 10 metrów. Na części odcinków istniały galerie (miejscami zadaszone) dla obrońców, a w murach istniały otwory strzelnicze.
Łączną długość murów historycy szacują na od 2,5 do 2,9 km, czyli podobnie jak w Krakowie. Dokładny przebieg murów na większości odcinków pozostaje nieznany, choć na niektórych – np. wzdłuż obecnej ulicy św. Ignacego (obecnie Šv. Ignoto gatvė), Zawalnej (obecnie Pylimo gatvė), Bakszta czy przy Ostrej Bramie – ich fragmenty zachowały się do dzisiaj. W murach znajdowały się bramy, niektóre o charakterze obronnym, lecz ich liczba nie jest jasna. Oryginalny przywilej księcia Aleksandra wyliczał 5 bram, ale wiadomo, że pod koniec XVI wieku było ich 9.

## Bramy
Bramy uszeregowane według ich położenia w obrębie murów:
| widok w końcu XVIII w. | widok współczesny | nazwa                           | data pierwszej wzmianki | lokalizacja                            | uwagi |
| ---------------------- | ----------------- | ------------------------------- | ----------------------- | -------------------------------------- | --- |
| brak                   |                   | Brama Mokra/św. Marii Magdaleny | 1562                    | 54.6858074458246, 25.286423130971773   | nazwa od sąsiedniego podmokłego terenu. Bez wieży obronnej. Rozebrana najwcześniej, być może jeszcze pod koniec XVII w. |
| brak                   |                   | Brama Tatarska                  | 1598                    | 54.683297376311515, 25.282723024548208 | nazwa pochodzi jakoby od tatarskich żołnierzy, strzegących bramy, aczkolwiek na mapie z końca XVI w. nie jest zaznaczona jako brama obronna, z wieżą                                                                                  |
|                        |                   | Brama Wileńska                  | 1555                    | 54.682408226142186, 25.279857324668026 | na mapie z 1583 oznaczona jako „Cletkens dor”, Brama Kletkarzy (kletki – rodzaj ław) |
|                        |                   | Brama Trocka                    | 1619                    | 54.67991060186772, 25.277990635532284  | nazwa pochodzi od drogi na Troki |
|                        |                   | Brama Rudnicka                  | 1598                    | 54.67556286790777, 25.283268080612977  | nazwa pochodzi od drogi na Puszczę Rudnicką |
|                        |                   | Brama Ostra/Miednicka           | 1567                    | 54.67430920993956, 25.28958938863929   | na mapie z 1583 oznaczona jako „Deutsche dor”, Niemiecka Brama. nazwa „Ostra” pochodzi od przemieścia Ostry Koniec, nazwa „Miednicka” pochodzi od drogi na Miedniki. W języku litewskim „Brama Świtu”. Jedyna zachowana obecnie brama |
|                        |                   | Brama Subocz                    | 1690                    | 54.67640963649511, 25.292012729821067  | największa brama, w końcu XVIII była niebezpieczna, bo „w ciemnych i głębokich jej kątach ukrywało sie hultajstwo” |
| brak                   |                   | Brama Spaska                    | 1605                    | 54.68058868490095, 25.292063966301765  | nazwa pochodzi od sąsiedniej Cerkwi Spaskiej, dokładna lokalizacja niejasna |
|                        |                   | Brama Bernardyńska              | 1605                    | 54.6826910112233, 25.293607240435524   | nazwa pochodzi od sąsiedniego kościoła i klasztoru oo. Bernardynów, dokładna lokalizacja niejasna |
|                        |                   | Brama Zamkowa                   | 1529                    | 54.685389669299866, 25.29220695328257  | jedyna brama wewnętrzna, oddzielająca miasto od zamku. W początkach XVIII w. była już elementem dużego kompleksu pałacowo-zamkowego                                                                                                   |

## Przebudowy

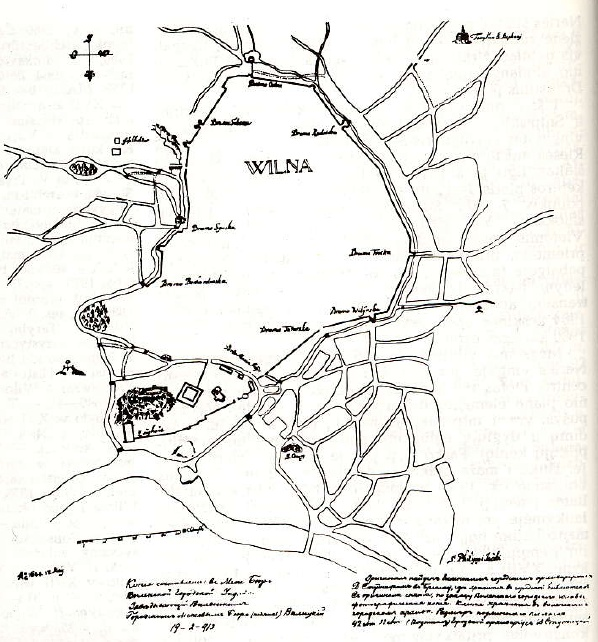
mury na planie Getkanta

W latach 40. XVII wieku, wobec narastającego zagrożenia ze strony Moskwy, administracja wielkiego księcia Władysława IV podjęła próbę przebudowy wileńskich fortyfikacji. Inżynier wojskowy Friedrich Getkant przedstawił plany opasania miasta okopami o narysie bastionowym; miały ona obejmować również dalsze przedmieścia, w tym te pozostające poza Wilią i Wilejką. W roku 1648 rozpoczęto ich budowę, ale ostatecznie sięgnęły one ok. jednej czwartej planowanej długości. Wiadomo, że przy tej okazji przebudowywano też ponad stuletnie już mury obronne, m.in. budując stanowiska artyleryjskie czy też obszerny barbakan od stron wschodniej, częściowo zburzony przez Moskwę po zdobyciu Wilna w roku 1655.
Akwarele i rysunki Smuglewicza z końca XVIII wieku świadczą, że fortyfikacje miejskie musiały przechodzić liczne inne przebudowy i rekonstrukcje. Ich okoliczności są na ogół nieznane, choć w niektórych przypadkach – np. Ostrej Bramy – wiadomo, że przebudowywano ją po pożarze. Brak jednak wiadomości nt. innych obiektów, np. furt miejskich czy konstrukcji baszt umocnionych, wbudowanych w linię murów. Wiadomo też, że w Wilnie nie przestrzegano zakazu wznoszenia domów w bezpośrednim sąsiedztwie murów i obywatele wileńscy chętnie dostawiali do nich swoje budynki w celu zmniejszenia kosztów budowy.

## Mury w działaniach bojowych

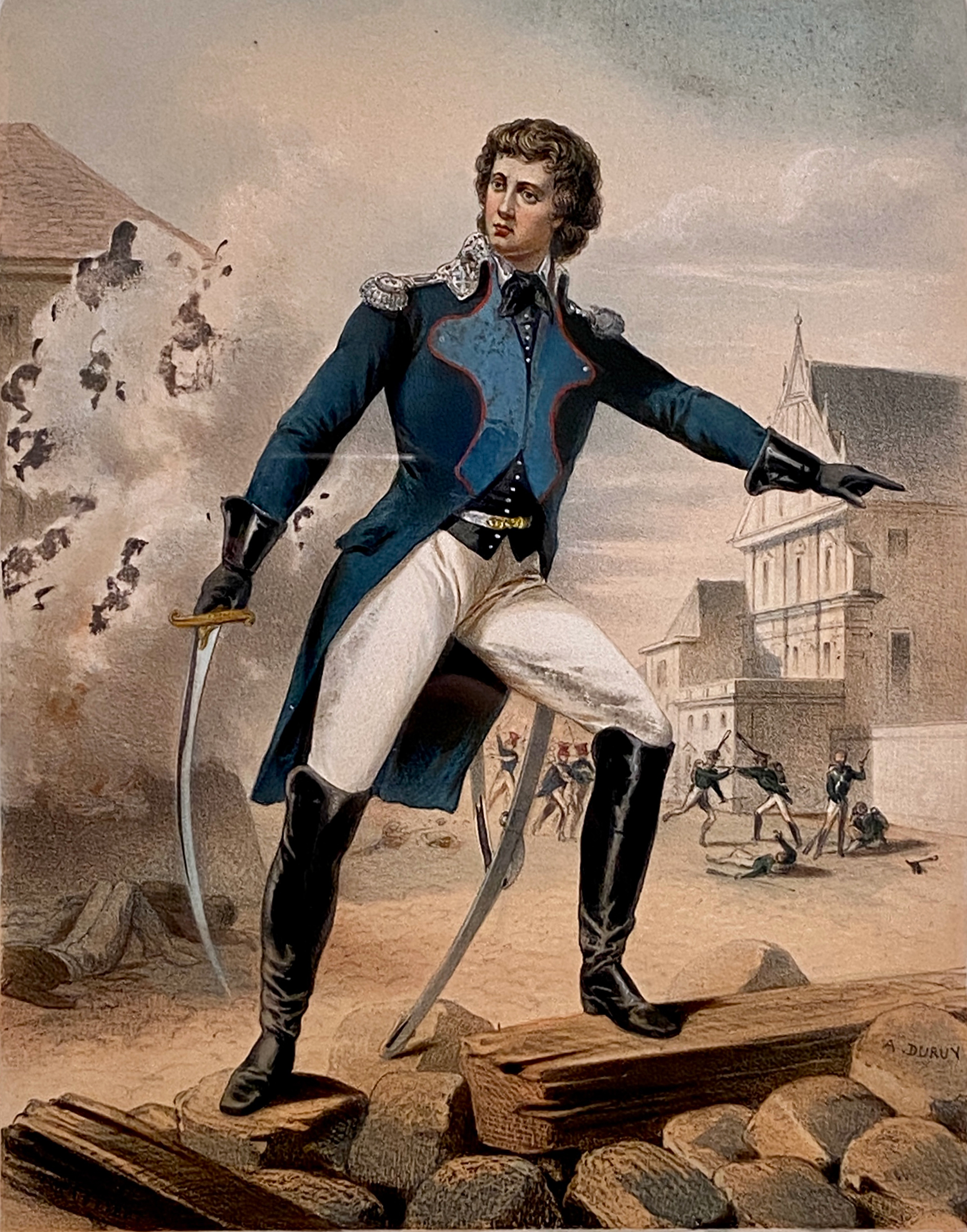
Jakub Jasiński

Wileńskie fortyfikacje stosunkowo rzadko były obiektem walk. Zagony tatarskie, w obawie przed którymi wzniesiono mury, ograniczyły swój zasięg i od połowy XVI wieku nie docierały dalej na północ niż na Wołyń. Przez ponad 100 lat żadne państwo ościenne nie było w stanie zagrozić Wilnu, np. podczas wojen Rzeczypospolitej ze Szwecją czy z Moskwą w początkach XVII wieku.
Sytuacja zmieniła się w połowie stulecia, a zwłaszcza po wybuchu wojny moskiewskiej w roku 1654. Decydujące dla przyszłości miasta starcie (1655) miało miejsce w polu; po porażce wojska litewskie wycofały się na zachód, oddając Wilno bez walki. Również zajęcie miasta z powrotem przez wojska Rzeczypospolitej (1660) odbyło się po uprzedniej ewakuacji załogi moskiewskiej.
Kolejny raz Wilno przeszło z rąk do rok w roku 1702, kiedy skapitulowało bez oporu przed wojskami szwedzkimi. Pierwszy w swojej historii test bojowy fortyfikacje przeszły kilka tygodni potem, kiedy armia litewska usiłowała odbić miasto; szwedzka załoga odparła atak, a sama opuściła miasto zagrożona przez armię rosyjską w roku 1708. W czasie Insurekcji Kościuszkowskiej w kwietniu 1794 powstańcy pod wodzą Jakuba Jasińskiego zajęli miasto od wewnątrz. Armia rosyjska rozpoczęła próbę zdobycia miasta w lipcu tego roku, kiedy mury miejskie po raz drugi w historii stały się przedmiotem walk. Trwały one ok. 3 tygodnie; w sierpniu insurgenci skapitulowali po dwukrotnym ataku Rosjan.

## Rozbiórka

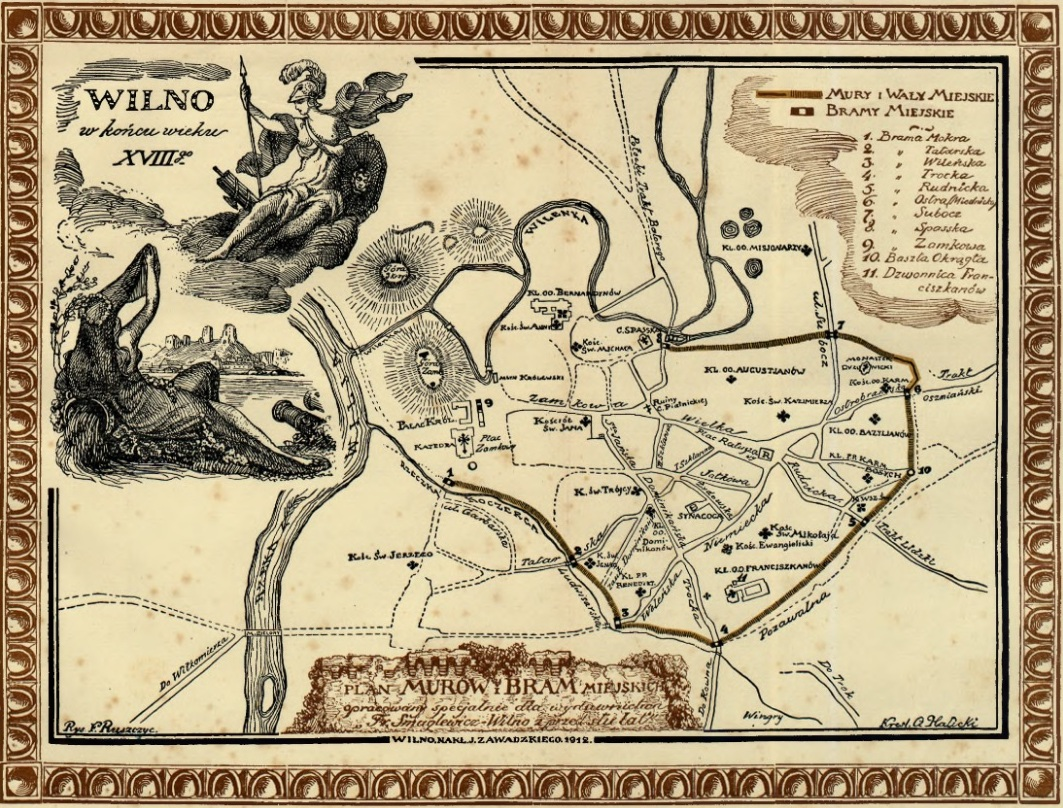
przebieg murów przed rozbiórką

W związku z postępami sztuki wojennej mury wileńskie przestały pełnić funkcje obronne w połowie XVIII wieku. Po rozbiorach i wcieleniu miasta do Rosji w roku 1799 ówczesny gubernator cywilny litewski Jan Fryzel powołując się na względy estetyczne („oszpecają miasto”) i sanitarne („od tego bezużytecznego muru powietrze w mieście jest zbyt zgęszczone, a przeto nieczyste”) wnioskował do generał-gubernatora wojskowego Borysa O’Brien de Lascy’ego o rozbiórkę murów. Ten obawiał się podjąć decyzję samodzielnie i kwestia oparła się o dwór carski, gdzie propozycję zaaprobowano. Administracja gubernialna przy pomocy kontraktowanych wykonawców przystąpiła do prac rozbiórkowych pod koniec 1799 r.
W roku 1801 inicjatywę przejęły dotychczas ignorowane władze miejskie, które kontynuowały akcję burzenia; proces ustał w roku 1805. Jak przypuszcza historyk, oprócz istotnych względów praktycznych związanych z rozwojem i modernizacją miasta, do rozbiórki przyczyniła się korupcja władz samorządowych oraz interesy tak niektórych obywateli jak przedsiębiorców: chodziło o pozyskanie cegły i kamienia z jednej strony, a przestrzeni pod dalszą rozbudowę domów z drugiej. Do zachowania niektórych fragmentów obwarowań przyczyniły się względy religijne – np. w przypadku Ostrej Bramy – lub praktyczne, np. gdy mur ogradzał posesję klasztorną.

## Stan obecny

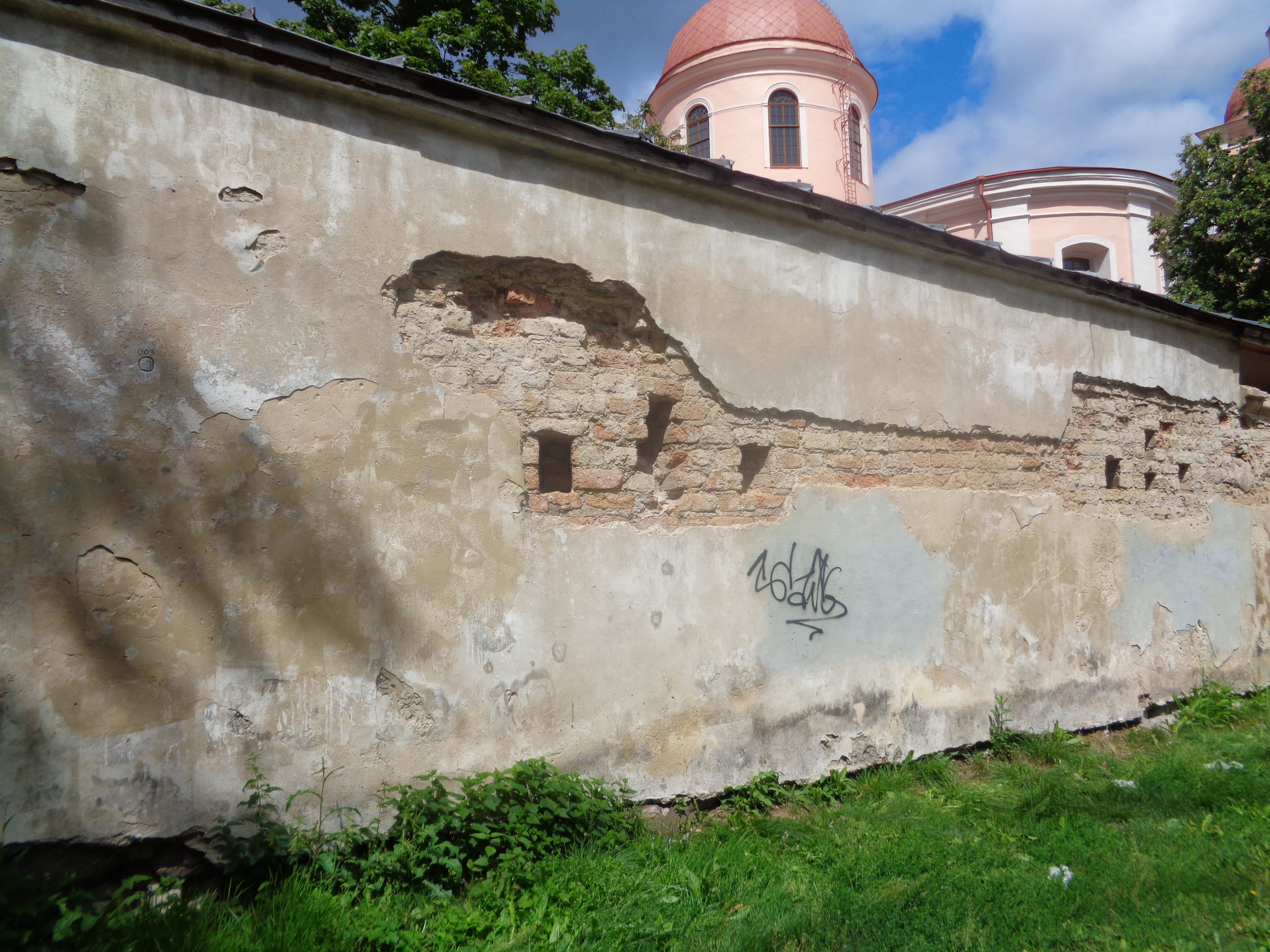
mury wzdłuż cerkwi św. Ducha

Obecnie najbardziej wyeksponowanym fragmentem murów jest około 130-metrowy odcinek wzdłuż ulicy Bakszta (obecnie Bokšto gatvė); wielokrotnie odbudowywany, daje on raczej pojęcie o wyobrażeniach pokoleń rekonstruktorów niż o oryginalnej konstrukcji. W kompleksie tym znajduje się obecnie muzeum fortyfikacji wileńskich. Około 200-metrowy fragment murów przebiega od Ostrej Bramy na wschód i dalej wzdłuż ulicy Cerkiewnej (obecnie Šventosios Dvasios gatvė), ogradzając posesje należące najpierw do kościoła św. Teresy, a potem do cerkwi św. Ducha. Około 50-metrowy odcinek znajduje się wzdłuż ulicy Zawalnej, w sąsiedztwie skrzyżowania z ulicą Rudnicką. Sama ulica Zawalna, której nazwa oznacza ciąg komunikacyjny znajdujący się już „za wałami”, na odcinku ok. 800 metrów wyznacza orientacyjny przebieg murów miejskich. O niektórych zachowanych domach historycy sądzą, że albo przylegały one do murów, albo ich ściany same stanowiły element murów. W 1998 roku mury znalazły się na liście World Monuments Watch jako jeden z około stu cennych zabytków świata zagrożonych zniszczeniem. Obecnie najbardziej znanym elementem murów jest Ostra Brama, która swoją rozpoznawalność zawdzięcza bardziej kultowi religijnemu związanemu ze znajdującym się w wieży obrazem Matki Boskiej Ostrobramskiej. Dostępne są aplikacje, umożliwiające zwiedzanie miejsc związanych z wileńskimi murami.